# انجذاب بين الأشخاص
الجاذبية الشخصية (بالإنجليزية: Interpersonal attraction)‏ هي علاقة تجاذب تحدث بين الناس وينتج عنها الصداقة والعلاقات الرومانسية، وهذه العلاقة تختلف عن العلاقات الأخرى كالجاذبية الجسدية والتي تعتمد على وجهة النظر ما هو جميل أو جذاب

## القياس
يُقاس الانجذاب البينشخصي في علم النفس الاجتماعي غالبًا باستخدام «مقياس الحكم على الانجذاب البينشخصي» الذي وضعه دون بيرن. وهو مقياس يقيِّم فيه الشخص محل القياس شخصًا آخر تبعًا لعوامل مثل: الذكاء، والإحاطة بالأحداث الجارية، والأخلاق، والقدرة على التكيف، والقابلية للإعجاب، والمرغوبية به كشريك عمل. يبدو أن المقياس مرتبط مباشرة بمعايير انجذاب اجتماعي أخرى، مثل: الاختيار الاجتماعي، والرغبة في الحصول على مواعدة عاطفية أو شريك جنسي أو زوج، أو التقارب الجسدي الطوعي، أو تواتر الاتصال بالعين، إلخ.
حلل كيسلر وغولدبرج مجموعة متنوعة من تدابير الاستجابة التي تستخدم عادة كمقاييس للجاذبية واستخلصا عاملين: العامل الأول اجتماعي عاطفي في المقام الأول، وشمل متغيرات مثل: الإعجاب، واستحسان مرافقة الشخص في النوادي والحفلات الاجتماعية، وترتيبات الجلوس في المناسبات، وتناول الغداء. شمل العامل الثاني متغيرات مثل: انتقاء الشخص من مجموعة، وتكوين الإعجاب والاحترام تجاهه، وكذلك الرغبة في الحصول على رأيه. تقيس إحدى التقنيات الأخرى المستخدمة على نطاق واسع الاستجابات اللفظية التي يُعبَّر عنها كتقييمات شخصية أو أحكام تجاه الشخص المعني.

## الأسباب
توجد العديد من العوامل التي تقود إلى الانجذاب البينشخصي، وتخدم جميعها الرغبة في التعزيز الاجتماعي مثلما أشارت الدراسات. من أهم العوامل التي دُرِسَت: الجاذبية الجسدية، التقاربية (تواتر التفاعل بين شخصين أو عدة أشخاص)، والألفة، والتشابه، والتكامل، والإعجاب المتبادل، والتعزيز. يظهر تأثير الألفة في الطريقة التي يعزز بها التقارب الجسدي والتفاعل من الترابط بين الأشخاص، وهو مفهوم اجتماعي يُسهِّل التواصل واتخاذ رأي إيجابي تجاه فرد معين بسبب أوجه التشابه معه أو القدرة على إشباع الأهداف المهمة برفقته. يُعتقد أن التشابه بين الأشخاص يؤدي على الأرجح إلى الإعجاب والجاذبية أكثر من الاختلاف. ركزت العديد من الدراسات على دور الجاذبية الجسدية في الانجذاب الشخصي، فأظهرت بعض النتائج أن الناس يميلون إلى عزو صفات إيجابية، مثل: الذكاء، والكفاءة، والدفء إلى الأفراد الذين لديهم مظهر جسدي يثير الإعجاب.

## تأثير التقاربية
يمكن شرح تأثير التقاربية في الملاحظة التي تقول: «كلما رأينا شخصًا وتفاعلنا معه بتواتر أكبر، زاد احتمال أن يصبح صديقًا لنا أو شريكًا جنسيًا». يشبه هذا التأثير إلى حد كبير تأثير التعرض في أنه كلما زاد تعرض الشخص لمحفز ما، زاد إعجابه به، ومع ذلك هناك استثناءات، فقد تحدث الألفة دون تعرض جسدي. تظهر الدراسات الحديثة أن العلاقات التي نشأت عبر الإنترنت تشبه تلك التي نشأت وجهًا لوجه، من حيث الجودة والعمق المتوقعين.

## تأثير التعرض
ينص تأثير التعرض، والمعروف أيضًا باسم مبدأ الألفة، على أنه كلما تواتر تعرض شخص ما لشيء أو شخص، زادت فرصة إعجابه بذلك الشيء أو الشخص. أوضح دليل على ذلك دراسة أجريت عام 1992: جعل الباحثون أربع نساء متشابهات في المظهر الخارجي يحضرن مادة جامعية ممتدة لفصل دراسي كامل، وحضرت كل امرأة عددًا مختلفًا من المحاضرات (صفر أو خمسة أو عشرة أو خمسة عشر). ثم قيم الطلاب في نهاية الفصل الدراسي كل واحدة حسب معايير الألفة والجاذبية والتشابه. أشارت النتائج إلى أن للتعرض تأثير قوي على الانجذاب، ويتوافق تأثير التعرض مع الألفة. مع ذلك، لا يزيد التعرض دائما مقدار الانجذاب إلى الشخص. على سبيل المثال يمكن أن يؤدي «تأثير الحساسية الاجتماعية» بشخص ما إلى زيادة حساسيته للخصائص السلوكية المتكررة للآخر وانزعاجه منها بدل أن يألفها بمرور الوقت.

## تأثير الانجذاب بالتشابه

### نظرة عامة
استُخدِم المثل «الطيور على أشكالها تقع» للتأكيد على فكرة أن التشابه عامل حاسم في انجذاب الأشخاص لبعضهم. تشير الدراسات التي بحثت في موضوع الجاذبية إلى أن الناس ينجذبون بقوة إلى المظهر الجسدي والاجتماعي المقارب لهم. وذلك هو مبدأ التشابه بمعناه الأوسع: التشابه في بنية العظام والمميزات الشخصية وأهداف الحياة والمظهر الجسدي. كلما تطابق عدد أكبر من تلك العوامل بين شخصين، زادت فرصهم في الحصول على علاقة أسعد.
يؤدي تأثير التشابه دورًا في تأكيد الذات. يتمتع الناس عادةً بتلقي الموافقة والاستحسان من الآخرين لجوانب حياتهم وأفكارهم ومواقفهم في الحياة وخصائصهم الشخصية، ويبدو أن الناس يبحثون عن صورة أنفسهم فيمن يريدون قضاء حياتهم معه. تُعَد قاعدة التشابه، والتي تنص ببساطة على أن «التشابه جذاب»، من مبادئ الانجذاب البينشخصي الأساسية، ومبدأً ضمنيًا في الصداقات والعلاقات الرومانسية. ترتبط نسبة المواقف المشتركة بين شخصين بصورة كبيرة بدرجة الانجذاب الشخصي؛ يحب المبتهجون أن يكونوا قرب آخرين مبتهجين، ويفضل السلبيون أن يتواجدوا حول آخرين سلبيين. توصلت دراسة أجريت عام 2004، بناءً على أدلة غير مباشرة، إلى أن البشر يختارون شركاءهم بناءً على التشابه الوجهي بينهم.
وفقًا لنموذج التشابه والجاذبية لموري (2007)، ينتشر اعتقاد زائف أن الأشخاص الذين يختبرون تشابهًا حقيقيًا ينجذبون لبعضهم مبدئيًا. لكن الحقيقة أن التشابه المتصوَّر هو الذي يدعم العلاقات الرومانسية أو يدعم الصورة الذاتية في علاقات الصداقة. أشار ثيودور نيوكومب في دراسة أجريت عام 1963 إلى أن الناس يميلون إلى تحوير إدراكهم لمدى التشابه بينهم وبين شركائهم في العلاقة لتحقيق التوازن. وجد العلماء أن التشابه المُتصوَّر، المُحوَّر، وليس الحقيقي هو ما يعزز الانجذاب البينشخصي بين أشخاص يتحدثون وجهًا لوجه أثناء لقاء رومانسي.
اقترح ليدون وجاميسون وزانا في دراسة أجريت عام 1988، أن كلًا من الانجذاب والتشابه التفاعلي بين الأشخاص له بنية متعددة الأبعاد إذ ينجذب الأشخاص إلى من يماثلونهم في التركيبة السكانية، والمظهر الجسدي، والاتجاهات، وأسلوب العلاقات التفاعلية الشخصية والخلفية الاجتماعية والثقافية، والشخصية، والاهتمامات المفضلة، والأنشطة، والتواصل، والمهارات الاجتماعية. وجدت دراسة نيوكومب سالفة الذكر التي أجريت على مجموعة من زملاء السكن في الكلية أن الأفراد ذوي الخلفيات والإنجازات الأكاديمية والمواقف والقيم والآراء السياسية المشتركة، أكثر ميلًا لأن يكونوا أصدقاء.

### المظهر الخارجي
تشير فرضية المطابقة التي اقترحها عالم الاجتماع إرفينج جوفمان إلى أن الأشخاص أكثر عرضة لتكوين علاقات طويلة الأمد مع من يرونهم على قدم المساواة في صفات اجتماعية، كالجاذبية الجسدية. أكدت دراسة للعالمين والستر ووالستر فرضية المطابقة إذ وجدت أن الشركاء الذين كانوا متشابهين في الجاذبية الجسدية كانوا أكثر ميلًا للتصريح بإعجابهم. وجدت دراسة أخرى أدلة تدعم فرضية المطابقة، إذ فحص باحثون صورًا لأزواج يتواعدون وأخرى لأزواج مخطوبين، ووجدوا ميلًا واضحًا للأشخاص إلى أن يواعدوا أو يخطبوا من يماثلونهم في الجاذبية الجسدية. تدعم العديد من الدراسات هذا الدليل على اتجاه الأشخاص لمواعدة من لديهم جاذبية وجه مماثلة. وجدت دراسة أجراها كلًا من بينتون فوك وبيريت وبيرس عام 1999 أنه عند عرض صور حوِّرت لتدمج بين وجوه غرباء ووجوه الأشخاص الذين يجرون الاختبار، اختاروا الصور الأكثر مطابقة لوجوههم باعتبارها الأكثر جاذبية. أوضحت ديبروين عام 2002 في بحث أجرته كيف أن الأشخاص عهدوا بالمال إلى خصومهم في لعبة ما، عندما رأوهم مشابهين لهم. درس ليتل وبيرت وبيريت في دراسة أُجريَت عام 2006 التشابه في المظهر بين مجموعة من الأزواج ووجدوا أن اقترانهم معتمد على عاملي التشابه في السن والمظهر الخارجي.
أظهرت تجربة المواعدة الفورية التي أجريت على طلاب الدراسات العليا في جامعة كولومبيا أنه على الرغم من أن الجميع يبحث عن الجاذبية الجسدية عند الشريك المحتمل، إلا أن الرجال يبحثون عنها أكثر من النساء. مع ذلك تشير الدراسات الحديثة إلى أن الاختلافات بين الجنسين في الصفات التي يسعون إليها للحصول على الشريك المثالي تختفي عندما يختبرون فرصًا واقعية للحصول على شركاء. على سبيل المثال، فشل إستويل وفنكل في العثور على اختلافات بين الجنسين في العلاقة بين التصنيفات الأولية للجاذبية الجسدية والاهتمام الرومانسي بالشركاء المحتملين في نموذج المواعدة الفورية.

### خامة الصوت
بالإضافة إلى المظهر المادي، ثبت أيضًا تأثير جودة الصوت في تعزيز الانجذاب بين الأشخاص. جعل أوجوتشي وكيكوتشي عام 1997 25 طالبة من إحدى الجامعات يقيمن أربعة طلاب من جامعة أخرى من ناحية الجاذبية الصوتية والجسدية والتفاعلية بشكل عام، وأظهرت النتائج انفراد الجاذبية الجسدية والصوتية بتأثير مستقل عن تأثير الانجذاب البينشخصي العام. تكررت نفس النتائج في الجزء الثاني من الدراسة الذي أجري على عينة أكبر من الطلاب من كلا الجنسين (62 مادة، 20 ذكرًا و 42 أنثى مع 16 طالب مستهدف، 8 منهم ذكور و 8 إناث). بالمثل، وجد زوكرمان ومياكي وهودجينز في دراسة من عام 1991 أن الجاذبية الصوتية والجسدية لهما دور كبير في تقييم الأشخاص المجرين للاختبار للأشخاص الذين يُقيَّمون من ناحية الجاذبية العامة. تشير النتائج إلى أنه عندما يقيم الأشخاص صوت شخص ما على أنه جذاب، فهم يميلون أيضًا إلى تقييم هذا الشخص على أنه جذاب.

## مقالات ذات صلة
- تجاور